# 费希塔大学
费希塔大学（Universität Vechta）是德国西北部的一所小型研究型大学，位于下萨克森州的费希塔镇，侧重于教师培训、社会科学、社会工作、哲学和老年学。

## 背景
该大学约有5,300名学生（2016年）。大学起源于1830年8月2日为奥尔登堡大公国的天主教小学教师教育师范学校，1861年扩建为师范学院，历史上一直侧重教师培训和天主教神学。
从1973年到1995年属于奥斯纳布吕克大学。从1995年到2010年，正式获得了“具有大学地位的下萨克森州科学大学”的地位。下萨克森州高等教育法修改后，自2010年6月起，正式成为大学。

## 院系
大学共有三个学院：
1. 教育学和社会学学院：教育科学、老年学、社会服务管理、社会工作以及经济学和伦理学。
2. 自然和社会科学学院：生物学、地理学、数学、政治学、通识教育、社会科学和体育科学。
3. 人文与文化研究学院：英语研究、设计教育、德国研究、历史血液、天主教神学、文化研究和音乐。